# Ижица
Ѵ, ѵ (и́жица) — буква старославянской азбуки, а также дореформенного русского алфавита. Происходит от греческой буквы ипсилон (υ). В русском языке (в дореформенной орфографии) использовалась для обозначения гласного звука [и] в немногих словах греческого происхождения (мѵро, сѵнодъ).

## Ижица и связанные с ней буквы в старославянской азбуке
Начертание в древней кириллице — у или Y, в глаголице —  (Ⱛ). Числовое значение ижицы в старославянской кириллице — 400, в глаголице числового значения не имеет.
Собственно ижица в древнейшей письменности использовалась крайне редко, обычно в значении буквы Ю, но главным образом в сочетании с О по греческому образцу (ου) дала обозначающий звук [у] диграф ѹ («ук»), который в обеих славянских азбуках считается отдельной буквой.
Первоначально ук в кириллице обычно выглядел как ѹ; при недостатке места (обычно в конце строк) ижицу ставили на О и получалось нечто гаммаобразное (в виде цифры 8 со срезанной макушкой ꙋ). В старорусской письменности сочетание ꙋ в большинстве случаев упростилось до у — тем самым совпав с ранней ижицей и дав начало современной букве У.
С XIV века южнославянские (балканские) книжники при исправлении церковных книг широко восстанавливали ижицу (то есть ипсилон) в греческих заимствованных словах. Однако она уже к тому времени приобрела изменённую форму, потеряв нижний хвост. Именно в таком, бесхвостом виде она была привнесена во время второго южнославянского влияния на Русь и сохранилась в церковных книгах до сих пор.
Правила употребления ижицы, ика, диграфа ѹ и ука-лигатуры долгое время менялись, но в конце концов (со второй половины XVII века) церковнославянская письменность на Руси (и под её влиянием — в Сербии и Болгарии, утративших собственные изводы церковного языка) установилась в следующем виде:
- звук [у] в начале слов выражается диграфом ѹ («он-ик»);
- в середине же и в конце — гаммаобразной лигатурой ꙋ (собственно «ук»);
- в качестве числового знака для числа 400 используется у-образный знак «ик»;
- собственно ижица используется в заимствованных (обычно из греческого или через греческий) словах и читается либо как [и], либо как [в] (Паѵелъ, Єѵа) — обычно после букв е или а, передавая греческие диграфы εὐ и αὐ.

 Формально выбор правильного чтения ижицы определяют надстрочные знаки: если над ижицей стоит придыхание и (или) ударение, то это гласный [и], а если ничего не стоит — то согласный [в]. Для обозначения ижиц, которые надо читать как [и], но которые стоят не в начале слова и не под ударением, используется специальный надстрочный знак — кендема (ѷ), сегодня иногда ошибочно называемый «двойным грависом». Ижица с кендемой отдельной буквой азбуки не является.
Описанные правила использования ижицы с кендемой весьма отличаются от греческого употребления двух точек (диерезиса) над буквой ипсилон (ϋ): у греков диерезис над гласной ставится для того, чтобы она не образовала дифтонг с соседней гласной.
В орфографии старомосковского извода церковнославянского языка система была в целом той же, хотя диграф ѹ и гаммаобразный ук в большой мере были взаимозаменимы; часто провозглашалось правило такого вида: обозначать звук [у] диграфом ѹ в начале слов и под ударением, если только последней или предпоследней перед тем буквой не является О; в остальных случаях использовать ук (на практике, впрочем, от него отступали в обе стороны).

## Ижица в русском языке
До времён Петра I русская азбука и орфография не считались отличными от церковнославянских, так что правила употребления ижицы были одни и те же. В 1708 году Пётр I ввёл для русского языка упрощённую письменность (гражданский шрифт) — без надстрочных знаков и с меньшим числом букв. Среди прочих «лишних» букв он отменил и ижицу (заменив на I или В, в зависимости от произношения). Но в 1710 году она была им восстановлена (без кендемы, независимо от звучания). Снова отменена в 1735 году. Снова восстановлена в 1758 году. Затем отменена в 1799 году и вновь восстановлена уже в 1802, затем в 1857 году было предложено вновь её отменить, однако идея прошла незамеченной по причине того, что буква и так была крайне малоупотребительна. С тех пор каких-либо предписаний касательно её применения не было, но сама собой она употреблялась всё реже. С 1870-x годов ижицу в азбуке иногда помещали в скобки (из-за редкости использования этой буквы). До 1917—1918 гг. ижица встречалась в немногих словах: чаще это было «мѵро» с производными, реже «сѵнодъ» и ещё реже — «ѵпостась» и в некоторых других. В церковных метриках (записи о рождениях, свадьбах, смертях) ещё в начале XX века ижица использовалась в некоторых именах - Сѷмеонъ, Мѷронъ. В печати начала XX века можно усмотреть некое оживление её использования по сравнению с концом XIX века. В документах орфографической реформы 1917—1918 гг. ижица не упомянута, хотя утверждение о том, что её отменили именно тогда, наряду с десятеричным і, ятем и фитой, не только является распространённым, но и отражено в Большой Советской Энциклопедии. Фактически же Ѵ вышла из употребления в гражданском алфавите постепенно, под влиянием не только общего направления изменений в орфографии русского языка, но и вытеснения слов и текстов на религиозную тематику из гражданской печати. В то же время, например, паровозы серии Ѵ выпускались вплоть до 1931 года и эксплуатировались до их списания в 1950-х годах.
Ижица в виде у-образного знака «ик» в русском гражданском шрифте отсутствовала с самого начала. Введённое Петром I начертание буквы У правильнее считать продолжающим не её, а гаммаобразный лигатурный «ук» (в его заглавной форме).

## Другие употребления
В неславянских алфавитах ижица использовалась, например, в осетинском алфавите Андреаса Шёгрена. В результате перехода на латиницу (1923) была заменена на «Y», а при возврате на (модифицированную) кириллицу (1938; в Южной Осетии в 1954 году) вместо ижицы стали писать «ы».

## В школьной среде
В школьной среде в XVIII веке появилось выражение «прописать ижицу», обозначающее строгое наказание за невыполнение учеником задания или другую провинность. По одной из версий, это появилось от того, что эту букву было непросто написать, да и писалась она редко, слова, в которых она употреблялась, и сложные правила её употребления приходилось заучивать наизусть. По другой, ижица своими начертаниями напоминает кнут, поэтому и прописывалась она за нарушение дисциплины.
В школьной среде был популярен стих: «Ять, фита и ижица, розга к телу ближится».

## Галерея
- Ижица в букваре Кариона Истомина и Леонтия Бунина 1694 г.
- Фита и ижица в «Азбуке в картинках» Александра Бенуа 1904 г.